# Brooklyn's Finest
Brooklyn's Finest (titulada en castellano Los amos de Brooklyn en España y Los héroes de Brooklyn en México y el resto de América Latina excepto en Argentina y Uruguay donde se llamó Los mejores de Brooklyn) es una película de suspense dramático estrenado el 5 de marzo de 2010 en Estados Unidos. Protagonizado por Richard Gere, Don Cheadle, Wesley Snipes y Ethan Hawke. Dirigida por Antoine Fuqua.

## Argumento
El veterano Eddie Dugan (Richard Gere) se encuentra en la última etapa de su carrera, harto de tantos años de servicio y a una semana de jubilarse y retirarse a pescar a una pequeña cabaña en Connecticut. Por otro lado Sal Procida (Ethan Hawke) tiene claro que no hay nada que no pudiera llegar a hacer para proporcionar a su mujer y sus siete hijos una vida estable. Clarence "Tango" Butler (Don Cheadle), es un policía que siempre se ha rodeado de hombres leales y que tiene una relación especial con Caz (Wesley Snipes), que es uno de los narcotraficantes de Brooklyn, actualmente en la cárcel.
Envueltos en la operación del departamento de policía de Nueva York cuyo objetivo es limpiar las calles de la ciudad de droga, los tres agentes se verán arrastrados por la violencia extrema y la corrupción que asola la zona de Brooklyn. Durante una semana, Eddie, Sal y Clarence se dirigirán irremediablemente hacia la misma escena del crimen.

## Reparto
- Richard Gere (Eddie Dugan)
- Don Cheadle (Clarence Butler)
- Wesley Snipes (Casanova Phillips)
- Ethan Hawke (Sal Procida)
- Vincent D'Onofrio (Bobby Powers)
- Ellen Barkin (Agente Smith)
- Will Patton (Bill Hobarts)

## Recepción crítica y comercial
Según la página de Internet Rotten Tomatoes obtuvo un 43% de comentarios positivos, llegando a la siguiente conclusión: «Es muy palpable la tensión que Antoine Fuqua ofrece tan bien, pero Brooklyn's Finest sufre de los clichés de su guion». Destacar el comentario del crítico cinematográfico Roger Ebert: 

«La fuerza de la película reside en sus interpretaciones y en su oficio, pero se queda muy lejos de la marca que obviamente se ha establecido Fuqua».
Roger Ebert.

Según la página de Internet Metacritic obtuvo críticas mixtas, con un 43%, basado en 33 comentarios de los cuales 6 son positivos. Recaudó 27 millones de dólares en Estados Unidos. Sumando las recaudaciones internacionales la cifra asciende a 36 millones. El presupuesto invertido en la producción fue de aproximadamente 17 millones.

## Localizaciones
Brooklyn's Finest se rodó entre mayo y julio de 2008. Se rodó íntegramente en la ciudad de Nueva York, Estados Unidos.

## DVD
Brooklyn's Finest está disponible en Estados Unidos en formato DVD desde el 6 de julio de 2010. El disco contiene menús interactivos, acceso directo a escenas y subtítulos y audio en múltiples idiomas.